# Exechia unicincta
Exechia unicincta är en tvåvingeart som beskrevs av Van Duzee 1928. Exechia unicincta ingår i släktet Exechia och familjen svampmyggor.
Artens utbredningsområde är Kalifornien. Inga underarter finns listade i Catalogue of Life.